# Codebreaker (Album)
Codebreaker (englisch für „Kryptoanalytiker“) ist ein Jazzalbum von Matthew Shipp. Die um 2020/21 in den Park West Studios, Brooklyn entstandenen Aufnahmen erschienen am 5. November 2021 auf Whit Dickeys Label TAO Forms.

## Hintergrund
Das Album Codebreaker ist eine Sammlung von elf Solostücken; es folgt auf die beiden 2020/21 veröffentlichten Soloalben des Pianisten The Piano Equation und The Reward: Solo Piano Suite in Four Movements. „Es ist sehr abstrakt und ich weiß nicht, ob die Hörer es wahrnehmen werden, aber ich höre eine Linie in meinem Spiel, die versucht, in die Bahn zu gelangen, die Bud Powells Klavierspiel mit Bill Evans verbindet“, sagte Matthew Shipp in den Liner Notes des Albums. „Das ist keine Grenze, die man normalerweise zieht, aber im Wesentlichen ist Bill Evans ein von Bud Powell beeinflusster Pianist. Alle Menschen, die Tasten auf dem Klavier nach unten drücken, teilen ein Idiom, obwohl sie alle sehr unterschiedlich sind. Ich versuche, in diesen kollektiven Geist einzutauchen, aber gleichzeitig durchdringt er mich und ist eindeutig mein Ding. Es spielt also mit der Dichotomie zwischen dem Universellen und dem Persönlichen im Kontext dieser Pyramide, in der Bud Powell, Bill Evans und ich irgendwie auf moderne Weise zusammenpassen.“
„Das Besondere an Solo[spiel] ist, dass ich die Zeit und den Raum [definiere], ohne mich auf andere Menschen beziehen zu müssen“, äußerte Shipp in einem Interview mit Ron Wynn. „Meine Ideen können wirklich ihre eigene Phrasierung finden – das reine Ich manifestiert sich in einer Solo-[Performance]. Trios machen Spaß, und man kann mit mehr Ideen spielen, die die Leute für Jazz halten.“
Die Lyrikerin Mia Hansford steuerte in den Liner Notes poetische Interpretationen von jeder der elf Kompositionen Shipps bei. Bei der Tournee des Pianisten zur Vorstellung des Albums trug sie in Nashville einige dieser Gedichte vor.

## Titelliste
- Matthew Shipp: Codebreaker (TAO Forms TAO07)

1. Codebreaker
2. Spiderweb
3. Disc
4. Code Swing
5. Letter from the Galaxy
6. Green Man
7. Raygun
8. Suspended
9. Mystic Motion
10. Stomp to the Galaxy
11. The Tunnel

Die Kompositionen stammen von Matthew Shipp.

## Rezeption
Nach Ansicht von Dan McClenaghan, der das Album in All About Jazz rezensierte, scheine Shipp mit Codebreaker eine introspektive Seite seiner Kunst zu zeigen, die (angeblich) aus einer Mischung von Einflüssen von Bill Evans und Bud Powell stammt. Aber Shipp sei zu eigenartig – hier und bei fast allem, was er tut –, um ein Hörerlebnis anzubieten, dass einen lediglich dazu veranlasse zu sagen: „Ah ja, Evans, Powell, Cecil Taylor, Sun Ra.“ Obwohl die Komplexität, die Shipps Kunst ausmache, in Zwischenspielen Elemente all dieser Musiker enthalte. Tatsächlich klinge Codebreaker wie eine Fortsetzung von Shipps „Eintauchen in den unterirdischen Pianismus“ – Hinweise auf Einflüsse, die einen wohlgeformten, persönlichen Stil färben.

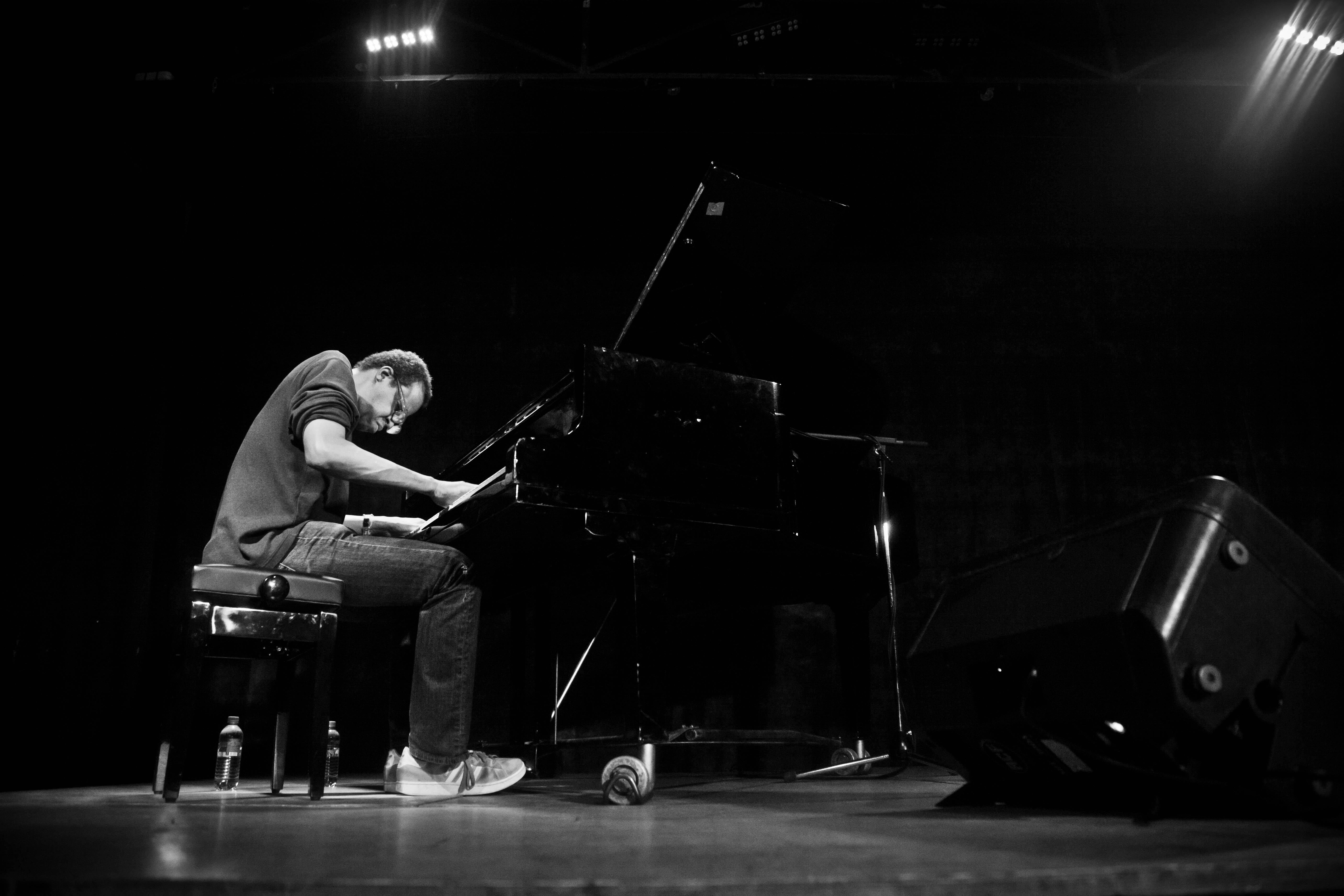
Matthew Shipp (2017)

Nach Ansicht von Ron Wynn (Nashville Scene) versammle Codebreaker elf Stücke des Pianisten, die in einer intensiven, fesselnden Art und Weise geliefert werden. Viele von ihnen sind kürzer als das, was man von etwas namens Jazz erwarten würde, aber die melodischen und rhythmischen Erfindungen seien unvergesslich. Wie von einem so flexiblen und unberechenbaren Spieler zu erwarten sei, schöpfe der Pianist aus einer Vielzahl von Einflüssen; als Schlüsselfiguren seines Ansatzes nennt er so unterschiedliche Persönlichkeiten wie Bud Powell, Thelonious Monk, Sal Mosca, Warne Marsh, Paul Bley, Sun Ra und Duke Ellington. Aber Shipps Kompositionsstil sei eindeutig sein eigener.
Nach Ansicht von Nate Chinen (Take Five bei WBGO) passe das Alleinsein [beim Spiel] gut zu Matthew Shipp. Nicht, dass er kein erstklassiger Mitarbeiter wäre; allein 2021 hat er bei nicht weniger als fünf Duo- oder Trio-Alben mitgewirkt. Doch Shipps Solo-Recitals seien seit langem Ereignisse für sich, jedes in seiner eigenen klanglichen Sphäre. Codebreaker, das Shipps Meinung zufolge eine Brücke zwischen Bill Evans und Bud Powell bilde, zeige nach Ansicht Chinens bei „Spiderweb“ auch ein Flimmern von Ahmad Jamal. Dies zeige sich in den akkordischen Schnörkeln, die um 2:50 und erneut um 4:00 aufträten. Was den Titel dieser Komposition und seine Beziehung zu Shipps kreativer Handschrift angeht, hätte Walt Whitman es vielleicht am besten gesagt: „Surrounded, detached, in measureless oceans of space / Ceaselessly musing, venturing, throwing, seeking the spheres to connect them“ (deutsch „eingekreist, distanziert, in maßlosen Ozeanen des Weltraums / Unaufhörlich grübeln, wagen, werfen, die Sphären suchen, um sie zu verbinden).“
Auf Codebreaker habe der Pianist seine Anschlagstechnik erheblich aufgehellt, notierte Bill Meyer (Chicago Reader) in einer Konzertkritik bei der Vorstellung des Albums in Chicago. Dies mache es möglich, die flüchtige Präzision und die kontrapunktische Artikulation zu hören, mit der er seine melodischen Ideen ausdrückt, sowie die dichten Harmonien, die selbst seine leisesten Passagen voller Möglichkeiten erscheinen lassen.
Live neige Matthew Shipp dazu, Stücke zusammenzumischen; er spiele dann eine Stunde lang ununterbrochen, schrieb Phil Freeman in Stereogum, aber im Studio machte er kurze, deklarative Aussagen, spiele ein kurzes, oft melancholisches Thema und verfolge seine Implikationen, wohin es auch führt, nicht länger als vier oder fünf Minuten. Codebreaker sei ein besonders mächtiger Eintrag im Shipp-Solo-Katalog, so der Autor. „Der Titeltrack beginnt langsam und sanft, aber es gibt sofort einen Unterton der Bedrohung. Sie können hören, wie er beim Spielen mit dem Fuß stampft und fast einen Marsch-Rhythmus vorgibt, während die Noten und Akkorde wie Hagel landen.“ Im weiteren Verlauf des Albums werde sein Atem lauter und schwerer; Auf „Green Man“ in der Mitte des Albums keuche er fast, und das Stampfen habe sich in ein Laufen verwandelt. Aber am Anfang der Platte würde er gleichzeitig eine Erklärung abgenen und vor dem warnen, was noch kommen wird. „Mach es dir nicht bequem“, scheint er zu sagen, „wir tauchen diesmal tief.“